# NV-Verlag
Die Nautische Veröffentlichung Verlagsgesellschaft (kurz auch NV. Verlag) mit Sitz in Eckernförde ist ein deutscher Hersteller von Sportschifffahrtskarten.

## Sportschifffahrtskarten
Die angebotenen Seekarten sollen speziell die Bedürfnisse der Sportschifffahrt erfüllen. Zur Erstellung der Karten werden amtliche Daten sowie eigene Vermessungen herangezogen. Zur Verwendung kommt dabei auch GIS-Software. Die Aktualität der Karten wird durch den MBS (Monatlicher Berichtigungsservice) gewährleistet.
Neben Papierkarten werden die Daten auch digital im Rasterformat angeboten, um sie auf Windows-PC und Laptop an Bord mit GPS-Geräten zur Planung und als Kartenplotter bei der Navigation zu verwenden. Seit 2008 verwendet der NV.Verlag mit nv.digital ein eigenes Datenformat für die digitalen Karten, das mittlerweile von vielen aktuellen Navigationsprogrammen unterstützt wird. Ebenso stehen entsprechende Applikationen (Android- oder Apple-basiert) zur Nutzung der Karten auf Mac-Computern sowie Smartphones und Tablets zur Verfügung. Mit der nv charts App gibt es nun auch eine hauseigene Applikation für die gängigen mobilen Betriebssysteme.
Die Sportschiffahrtskarten im Kombipack werden jährlich aktualisiert und decken folgende Regionen ab:
- Ostsee (Westschweden bis zum Rigaischen Meerbusen)
- Nordsee Deutsche Nordseeküste, Norwegen (Oslofjord bis Haugesund)
- Frankreich Atlantikküste (Dunkerque bis San Sebastian)
- Karibik (Bahamas über Virgin Islands bis Grenada)
- USA-Ostküste (Florida bis Maine)
- Mittelmeer (Balearen – Ibiza bis Menorca)

Die Sportschiffahrtskarten-Binnen decken den Bereich zwischen Elbe/Mittellandkanal und der Oder ab. Außerdem gibt es Kartenwerke zum Göta-Kanal in Schweden. Die Binnen-Kartenwerke werden etwa alle zwei bis drei Jahre überarbeitet.

## Publikationen
- NV.Navigator
- NV.Hafenlotsen zu den Kartenserien in Ostsee, Mittelmeer und Karibik
- NV.Landgangslotsen zu den Ostseeserien 1 bis 4
- Segelhandbücher Atlantik, Indischer Ozean und Stiller Ozean (als Reprint)
- NV-Cruising Guide Virgin Islands Beschreibungen der Häfen und Ankerplätze der Virgin Islands mit Detailplänen und Luftbildern (engl.Ausgabe)
- Häfen und Ankerplätze – Virgin und Leeward Islands (Luftbildatlas zu den Karibik-Karten Reg.12.1 + 12.2)
- Seelotsen (Neuauflage)
- Regatta Training (Handbuch für Trainer und Regattasegler von Peter Ulbrich Paeper)